# United States Air Force
USA's luftvåben, United States Air Force (USAF), er et af USA's seks værn.
Under Den amerikanske borgerkrig anvendtes brintballoner til artilleriobservation og i 1909 indkøbtes et fly fremstillet af brødrene Wright. I 1912 blev en aeronautisk sektion af "U.S. Army Signal Corps" oprettet. I 1917, da USA gik ind i 1. verdenskrig, blev "U.S. Army Air Service" formet som en del af "American Expeditionary Force" (AEF). I 1926 blev "Air Service" reorganiseret som en gren af hæren og blev til "U.S. Army Air Corps" (USAAC). I 1941, blev "Army Air Corps" til "U.S. Army Air Forces" (USAAF).
I 1947 blev "Army Air Forces" til et selvstændigt værn under navnet: "United States Air Force". U.S. Army beholdt dog helikoptere og små propelfly i det nyoprettede "Army Aviation". I 1947 oprettedes også Air National Guard, et lufthjemmeværn med jetjagere.
USAF består pr. 2004 af 352.000 aktive folk og 9.000+ fly.
US Air Force har Department of the Air Force (luftvåbenministeriet) som politisk paraply.

## Tal for USAAF under 2. Verdenskrig
- 1941-45 leveredes i alt 291.191 flyvemaskiner og 781.818 flymotorer
- mandskab i 1940: 7.707 mand, mandskab i 1945: 1.224.006 mand
- flyvemaskiner til rådighed januar 1940: 2.588 stk
- flyvemaskiner til rådighed juli 1944: 79.908 stk, heraf 12.467 tunge bombefly, 15.793 jagerfly, 9.908 transportfly, 27.568 skole- og træningsfly
- samlet nedkast af bomber: 2.057.244 tons
- samlet flyvetid: 107.836 timer[2]

## Historie, kort
- 1947-91 Opretholdt et beredskab af kernevåbenbestykkede bombefly og senere ICBM under Den kolde krig
- 1948-49 Operation Vittles, luftbroen til Vestberlin.
- 1950-53 Støttede FN’s landstyrker i Koreakrigen.
- 1964-73 Vietnamkrigen.
- 1973 Operation Nickel Grass, luftbro med våben til Israel i Oktoberkrigen.
- 1979 Operation Eagle Claw, mislykket gidselredningsaktion i Iran.
- 1986 Operation El Dorado Canyon, bombning af Libyen.
- 1990-91 Operation Desert Shield, beskyttelse af Saudi-Arabien mod Irak.
- 1991 Operation Desert Storm mod Irak.
- 1991-96 Operation Provide Comfort, flyveforbudszone nord for 36°N i Irak.
- 1991-2003 Operation Southern Watch, flyveforbudszone syd for 33°N i Irak.
- 1993-95 Operation Deny Flight, flyveforbudszone over Bosnien-Hercegovina.
- 1995 Operation Deliberate Force, bombninger i Bosnien-Hercegovina.
- 1996 Operation Desert Strike, bombninger af Irak.
- 1997-2003 Operation Northern Watch, flyveforbudszone nord for 36°N i Irak.
- 1998 Operation Desert Fox, bombninger af Irak.
- 1999 Operation Allied Force, bombninger i Jugoslavien, som led i Kosovokrigen.
- 2001-21 Operation Enduring Freedom, bombninger i Afghanistan.
- 2003-04 Operation Iraqi Freedom, invasion af Irak.
- 2011 Operation Odyssey Dawn, flyveforbudszone over Libyen.
- 2014 Operation Inherent Resolve, bombninger af Islamisk Stat i Irak og Syrien.